# Pomade

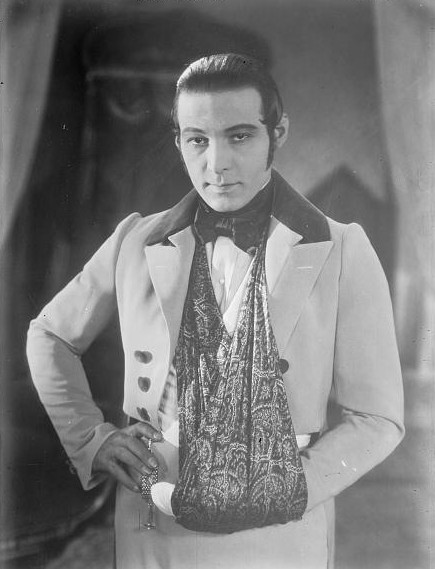
Rudolph Valentino machte Pomade populär

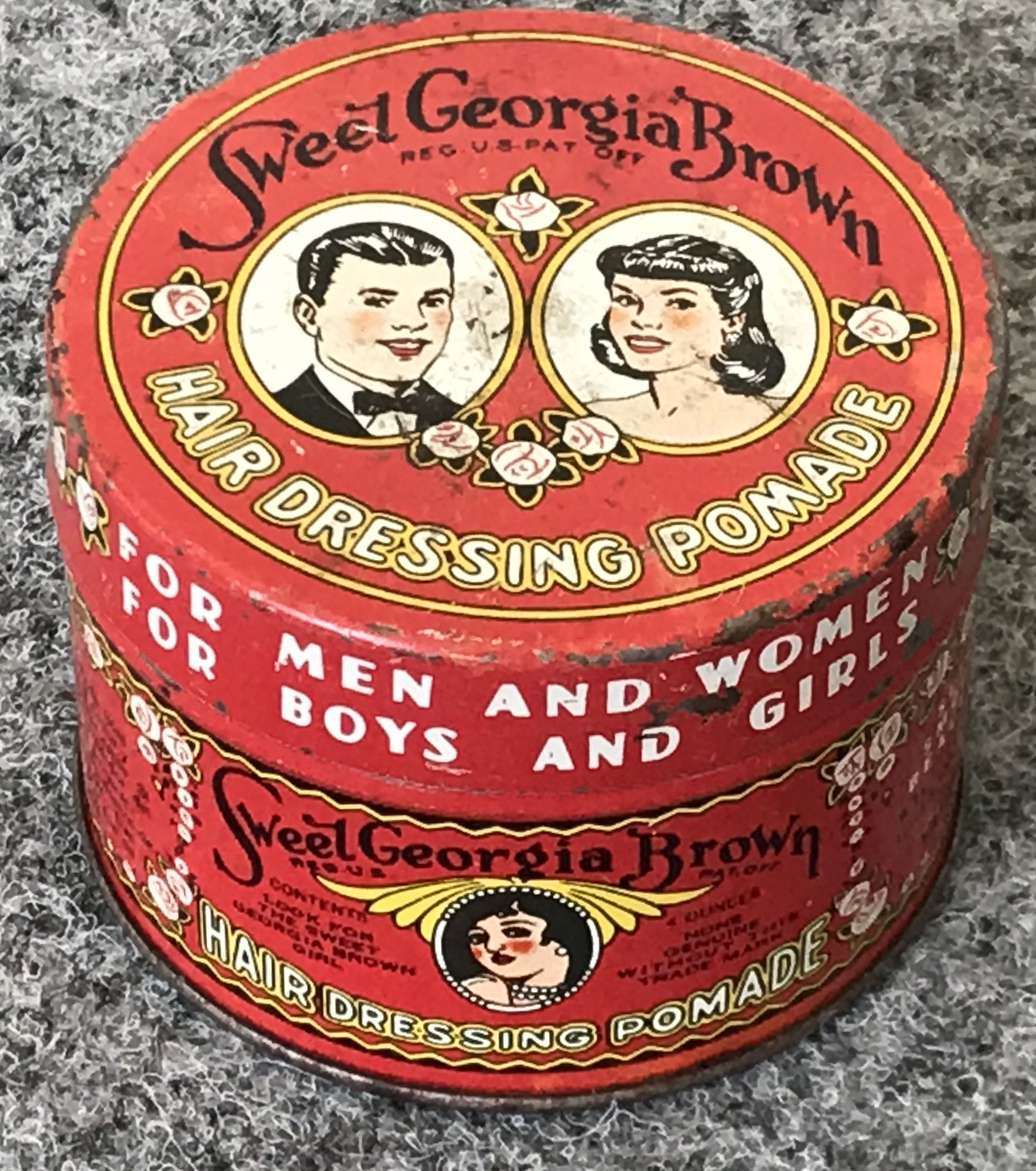
Sweet Georgia Brown Hair Dressing Pomade von 1947

Als Pomade werden verschiedene Fette und Salben bezeichnet, die in Kosmetik, Körper- und Haarpflege sowie Lederpflege verwendet werden.

## Varianten
Die Lippenpomade, die der Lippenpflege dient, ist ein farbloser Balsam, der in Tuben (z. B. Blistex, delta pronatura) oder als Lippenpflegestift (z. B. Labello, Beiersdorf AG) erhältlich ist und helfen soll, trockene und rissige Lippen zu verhindern. Sie besteht aus Kohlenwasserstoffen, Wachsen, Silikonölen sowie anderen Ölen, wie Ricinusöl, Isopropyllinoleat, Isopropylmyristat, Ölsäureoleylester, Oleylalkohol und anderen Fettalkoholen. Zur Konservierung sind Vitamin-E-Acetat oder synthetische Antioxidantien enthalten.
Als Pomade bezeichnet man auch das Endprodukt der Enfleurage, ein Fett, das die ätherischen Öle des beigelegten Pflanzenmaterials aufgenommen hat.
Die Haarpomade dient dem Formen, Festigen und Pflegen der Haare und ist damit ein Vorläufer des Haargels und anderer Haarstylingprodukte. Haarpomade wird ohne Alkohol hergestellt, sodass sie die Haare nicht austrocknet. Zudem bleibt sie form- und kämmbar. Traditionell besteht Haarpomade aus Vaseline und/oder Mineralölen, Bienenwachs, Kokosnussöl, Olivenöl, Lanolin sowie Duftstoffen. Je höher der Anteil an Bienenwachs ist, desto fester wird die Pomade. Moderne Pomaden sind wasserbasiert und leichter auswaschbar als klassische, wachsbasierte Pomaden. Ein aktueller Trend geht – wie in der gesamten Kosmetikbranche – hin zu veganen Produkten, die auf Basis von Pflanzenölen (z. B. Wiesenschaumkraut, Rizinus, Jojoba) unter Zusatz der Vitamine D und E hergestellt werden.

## Haarpomade

### Geschichte
Pomade ist als Kosmetikprodukt des Adels seit dem 18. Jahrhundert nachweisbar. Die Produktbezeichnung ist wahrscheinlich darauf zurückzuführen, dass ursprünglich Schweineschmalz mit Apfelessenz (ital. pomo bzw. franz. pomme) und/oder Rosenwasser versetzt wurde.
In den Goldenen Zwanzigern wurde Pomade zunächst bei der afroamerikanischen Bevölkerung der USA populär, da sie es ermöglicht, krauses und starkes Haar leichter zu frisieren. Dabei verleiht sie dem Haar einen matten bis starken Glanz. Die Boxer-Legende Joe Louis ist einer der bekanntesten Verwender der damaligen Zeit.
Der Stummfilm-Star Rudolph Valentino machte die Pomade einem breiten Publikum bekannt, sein glänzendes Haar wurde zu seinem Markenzeichen und zum Inbegriff des Latin Lovers. In den 1930er- und 1940er-Jahren gehörten Pomade, Hair Tonics und Rasierwasser zur täglichen Herrenpflege.
Ende der 1950er-Jahre erreichte die Verwendung von Pomade unter anderem durch die Haartolle und den sogenannten „Ducktail“ (Entenschwanz) oder „Pompadour“ von Elvis Presley und anderen Rock-and-Roll-Künstlern ihren Höhepunkt.
In Deutschland war Pomade seit den 1960ern weitgehend in Vergessenheit geraten, lediglich Fans der 1920er oder der 1950er, beispielsweise die Rockabillies oder A-cappella-Gruppen, verwendeten im deutschsprachigen Raum Pomade oder Frisiercreme. Eine Renaissance erlebte die Pomade  mit dem Musical und Film Grease. Etwa ab dem Jahr 2010 entwickelten sie sich – parallel zur Entstehung der Barbershops – zu einem Nischenprodukt für stylishe Frisuren. Entsprechend nahmen zunächst Herrenfriseure Pomade in ihr Sortiment auf; zeitgleich etablierten sich auch in Deutschland spezialisierte Hersteller und Onlinehändler. Aktuell wird Pomade geschlechtsübergreifend zum Styling von Frisuren verwendet. Diese Entwicklung knüpft an den englischsprachigen Raum an. Dort hat Pomade eine lange und durchgehende Tradition. Sie ist ein weit verbreitetes Haarstyling- und Haarpflegemittel, das traditionell bei Friseuren und in Drogerien erhältlich ist.
Aus den Vereinigten Staaten von Amerika stammen bekannte Pomaden, so „Sweet Georgia Brown Pomade“, „Murray’s Pomade“, „Black & White“ oder Produkte der Firma „Imperial DAX“. Beispiele für deutsche Hersteller sind Womanizer, Fettkopp, Bonecrusher und MG Pomaden.

### Im Film
- In den 1970er-Jahren erlebte Pomade ein Comeback mit John Travolta im Filmmusical Grease (englisch grease ‚Schmiere‘, ‚Pomade‘).
- In O Brother, Where Art Thou? (2000) legt eine der Hauptfiguren, gespielt von George Clooney, mehrfach größten Wert auf Pomade der Marke Dapper Dan. Die Marke Dapper Dan wurde jedoch erst 2011 gegründet.